# Выборы в Екатеринбургскую городскую думу (июль, 1917)
Выборы в Екатеринбургскую городскую думу прошли 30 июля 1917 года.

## Предшествующие события
Начиная с 1870 года, Екатеринбургская городская дума избиралась и действовала на основании цензовых городовых положений 1870 и 1892 годов. После Февральской революции, Временное правительство России 15 апреля 1917 года принимает постановление о производстве выборов гласных городских дум и об участковых городских управлениях, приложением к которому были утверждены Временные правила о производстве гласных городских дум, устанавливавшие вполне демократический – даже по современной оценке – порядок выборов на основе всеобщего прямого, равного и тайного избирательного права.
Сам факт совершения февральской революции привёл к крупным преобразованиям в органах самоуправления по всей России, в том числе и самого Екатеринбурга. Начался процесс по кооптации депутатов на безцензовой основе, была утверждена гласность в работе, а агенты охранки были исключены из аппаратов управления, в том числе и городской думы.

## Избирательная кампания
Вся избирательная борьба строилась вокруг трёх центров силы — леворадикалов (РСДРП(б)), левоцентристов (ПСР и РСДРП(м)), а также либеральных сил (КДП), так-как иные политические силы были или исключены из этих процессов по тем или иным причинам, или те полностью растеряли своё доверие у электората.
Большевики активно вели агитацию на основе указаний из центра Лениным (на основе принятой им единой муниципальной платформе), где шёл фокус на политические завоевания большевиков в период первой революции, продвигая максимальный пролетарский популизм, а также критикуя положения других партий. При этом, большевики в Екатеринбурге не имели монолитности и были довольно шаткой политической силой: большевистский лидер весьма радикального Екатеринбурга, несмотря на противоборство Лениным с левоцентристами, в обращении к эсерам по итогам этих выборов характеризовал их как: «союзников по революционной борьбе в прошлом и, надеемся, в будущем» и выражал уверенность, что «если революции суждено победить, то этого не произойдет, вероятно, без вас и против вас».
Меньшевики также довольно активно подключились в политическую борьбу, используя акцент в агитации на идеях социал-демократии и предлагая сделать из думы «новые опорные пункты в борьбе революционной демократии за международную революцию и за мир». Одномоментно, те стремились создать коалиционный блок левого центра, и на состоявшемся 6 июня собрании екатеринбургских меньшевиков, те единогласно постановили, что «организация готова блокироваться с социалистическими партиями: соц.-рев. и народными социалистами, бундом, а также, если этого пожелают, то и с соц.-дем. большевиками»
Эсеры продвигали и продавливали идеи закрепления демократических завоеваний февральской революции, а также защиту и расширения демократических институтов, в том числе формируя избирательные блоки с другими демократическими силами, что имело успех в лице союза с РСДРП(м). В рамках выборов, ПСР организовала концерт в Верх-Исетском театре. При этом, партия выступала на активно антибольшевистских позициях, призывая своих сторонников голосовать «идейных большевиков, а не за большевиков смуты, авантюры и преступно-наглой демагогии».
Кадеты утвердили лозунг «Город для всех!», и отмежёвывались от классовых противостояний, продвигая центристскую, демократическую и объединительную избирательную кампанию. Одновременно с этим, КДП заявила о своих симпатиях к ПСР и РСДРП(м), но не вступая к ним в коалицию, и ярком антагонизме по отношению к большевикам.
Круто изменило ситуацию июньские события, что привело к сильной радикализации политической ситуации в городе. Большевики резко усилили критику любых более умеренных левых сил, а умеренные левые и либералы — подчеркнули своё негативное отношение к любым радикальным силам, «которые стремятся нарушить естественный ход демократических преобразований», а блок ПСР и РСДРП(м) начали выступать против кадетской партии.

## Скандалы и последующие события
Во время выборов, большевистские силы активно пытались подделать итоги выборов, подкупая избирателей и проводя массовую агитацию не просто в дни тишины, но и во время непосредственного голосования. Это привело к значимым недовольствам и политическому кризису, по итогу которых Пермский губернский комиссар Временного правительства принял решение об опротестовании выборов на основании «ряд явных нарушений закона», совершённых со стороны большевистских сил, что было вполне нормально воспринято населением и выглядело довольно логичным действием. Однако сами большевики начали активно продавливать идею того, что опротестование произошло ввиду того, что «вся эта история на руку кадетам», заявляя о том, что якобы кадеты считали, что после ухода на фронт основной массы военнослужащих расквартированных в городе запасных полков, те могли бы рассчитывать на более лучшие результаты выборов. По итогу, Пермский административный суд принял решение о проведении перевыборов, которые были назначены сначала на 15 октября, но позже были перенесены на неустановленный срок и проведены 5 ноября.

## Результаты выборов
| Екатеринбургская городская дума лета 1917 года |                                                                |         |        |       |       |       |
| Партия                                         | Партия                                                         | Голоса  | Голоса | Места | Места | Места |
| Партия                                         | Партия                                                         | No.     | %      | До    | После | +/–   |
|                                                | Партия социалистов-революционеров                              | -       | -      | ??    | 44    | ??    |
|                                                | Российская социал-демократическая рабочая партия (большевиков) | -       | -      | ??    | 18    | ??    |
|                                                | Конституционно-демократическая партия                          | -       | -      | ??    | 10    | ??    |
|                                                | Российская социал-демократическая рабочая партия (меньшевиков) | -       | -      | ??    | 4     | ??    |
|                                                | Иные партии и беспартийные                                     | -       | -      | ??    | 9     | ??    |
|                                                |                                                                |         |        |       |       |       |
| Действительных голосов                         | Действительных голосов                                         | -       | -      | -     | -     | -     |
| Недействительных голосов                       | Недействительных голосов                                       | -       | -      | -     | -     | -     |
| Всего                                          | Всего                                                          | 27 136  | 100.00 | ??    | 85    | ??    |
| Зарегистрированных избирателей / Явка          | Зарегистрированных избирателей / Явка                          | ~48 000 | 56     | -     | -     | ??    |